# Ludwik Filip (książę belgijski)

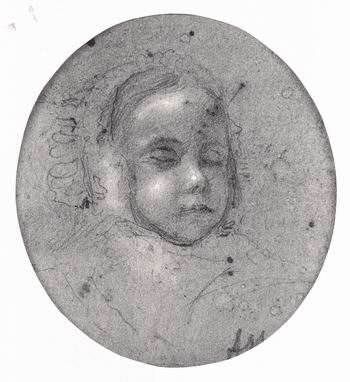

Louis-Philippe Léopold Victor Ernest (ur. 24 lipca 1833 w Brukseli, zm. 16 maja 1834 tamże) - najstarsze dziecko pierwszego króla Belgów Leopolda I i jego żony królowej Ludwiki Marii Orleańskiej.
Od urodzenia był pierwszym następcą tronu Belgii. Został ochrzczony przez arcybiskupa Brukseli - kardynała Engelbert Sterckxa w Katedrze św. Michała i św. Guduli w Brukseli. Imię otrzymał na cześć dziadka, króla Francji Ludwika Filipa I. Zmarł na zapalenie błon śluzowych i został pochowany w krypcie królewskiej Kościoła Notre Dame w parku Laeken w Brukseli.